# Uroballus
Uroballus is een geslacht van spinnen uit de familie springspinnen (Salticidae).

## Soorten
De volgende soorten zijn bij het geslacht ingedeeld:
- Uroballus henicurus Simon, 1902
- Uroballus octovittatus Simon, 1902
- Uroballus peckhami Żabka, 1985